# Ділан Шмідт
Ділан Шмідт (7 січня 1997 , Southportd ) — новозеландський стрибун на батуті, бронзовий призер Олімпійських ігор в 2020 року.

## Результати
| Рік              | Місце проведення         | Особисті         | Синхронні        |                  |                  |
| Олімпійські ігри | Олімпійські ігри         | Олімпійські ігри | Олімпійські ігри | Олімпійські ігри | Олімпійські ігри |
| ---------------- | ------------------------ | ---------------- | ---------------- | ---------------- | ---------------- |
| 2016             | Ріо-де-Жанейро, Бразилія | 7                | Н/Д              |                  |                  |
| 2021             | Токіо, Японія            | 3                | Н/Д              |                  |                  |
| Чемпіонат світу  |                          |                  |                  |                  |                  |
| 2014             | Дейтона-Біч, США         | 15               | 7                |                  |                  |
| 2015             | Оденсе, Данія            | 10               | 13               |                  |                  |
| 2017             | Софія, Болгарія          | 20               | Н/Д              |                  |                  |
| 2019             | Токіо, Японія            | 12               | Н/Д              |                  |                  |